# Pawcatuck, Connecticut
Pawcatuck är en ort (CDP) i New London County, i delstaten Connecticut, USA. Enligt United States Census Bureau har orten en folkmängd på 5 624 invånare (2010) och en landarea på 8,8 km².